# Gaétan Proulx
Gaétan Proulx, né le 27 mai 1947 à Saint-Denis-de-Brompton au Québec, est un prélat canadien de l'Église catholique. Depuis 2016, il est l'évêque du diocèse de Gaspé au Québec.

## Biographie
Gaétan Proulx est né le 27 mai 1947 à Saint-Denis-de-Brompton au Québec. Le 5 septembre 1969, il devint membre de l'Ordre des Servites de Marie et il prononça ses vœux solonnels le 2 décembre 1973. Le 8 juin 1975, il a été ordonné prêtre au sein de cet ordre.
Le 12 décembre 2011, il a été nommé évêque auxiliaire de l'archidiocèse de Québec. Le 25 février suivant, il a été consacré évêque par Gérald Cyprien Lacroix. Le 2 juillet 2016, il a été nommé évêque du diocèse de Gaspé.